# Brzeżyca jednokwiatowa
Brzeżyca jednokwiatowa (Littorella uniflora (L.) Asch.) – gatunek rośliny z rodziny babkowatych. W niektórych ujęciach taksonomicznych gatunek ten wraz z całym rodzajem Littorella włączany jest do rodzaju babka Plantago jako P. uniflora L. Sp. pl. 1:115. 1753.

## Rozmieszczenie geograficzne
Występuje w Europie i na Azorach. W Polsce występuje na Pomorzu Zachodnim, gdzie stwierdzono jego występowanie w ok. 100 jeziorach oraz na jednym stanowisku w Kotlinie Zasieckiej. Dawniej występował także na Pojezierzu Mazurskim, w Borach Dolnośląskich, Puszczy Kampinoskiej, na Podlasiu, i Pojezierzu Łęczyńsko-Włodawskim, obecnie jednak są to już stanowiska historyczne. Na Białorusi jedynie w jeziorze Świteź.

## Morfologia

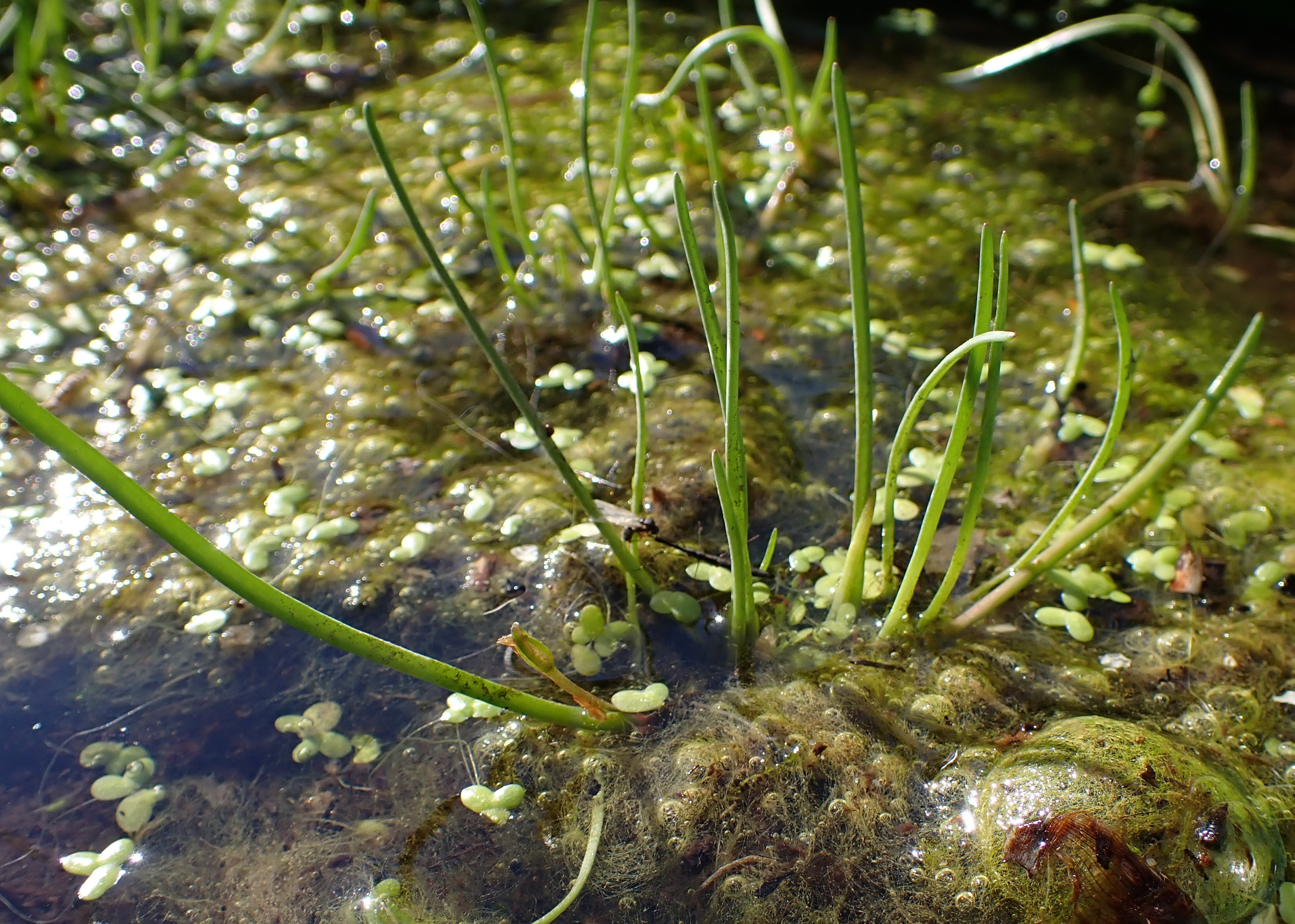

PokrójDrobna roślina osiągająca 2-12 cm wysokości.
LiścieSkupione w różyczkę, siedzące, szydlaste, do 10 cm długości i 2 mm szerokości.
KwiatyZebrane w niewielkie kwiatostany składające się z kilku kwiatów żeńskich i jednego męskiego. Kwiaty żeńskie zazwyczaj siedzą powyżej szypuły. Zbudowane są z 2-3 lancetowatych działek kielicha i rurkowatej korony dłuższej od działek. Kwiat męski wyrasta na długiej szypułce powyżej kwiatów żeńskich. Zbudowany jest z 4 działek kielicha, korony i 4-5 pręcików o bardzo długich nitkach, a także szczątkowego słupka.

## Biologia i ekologia

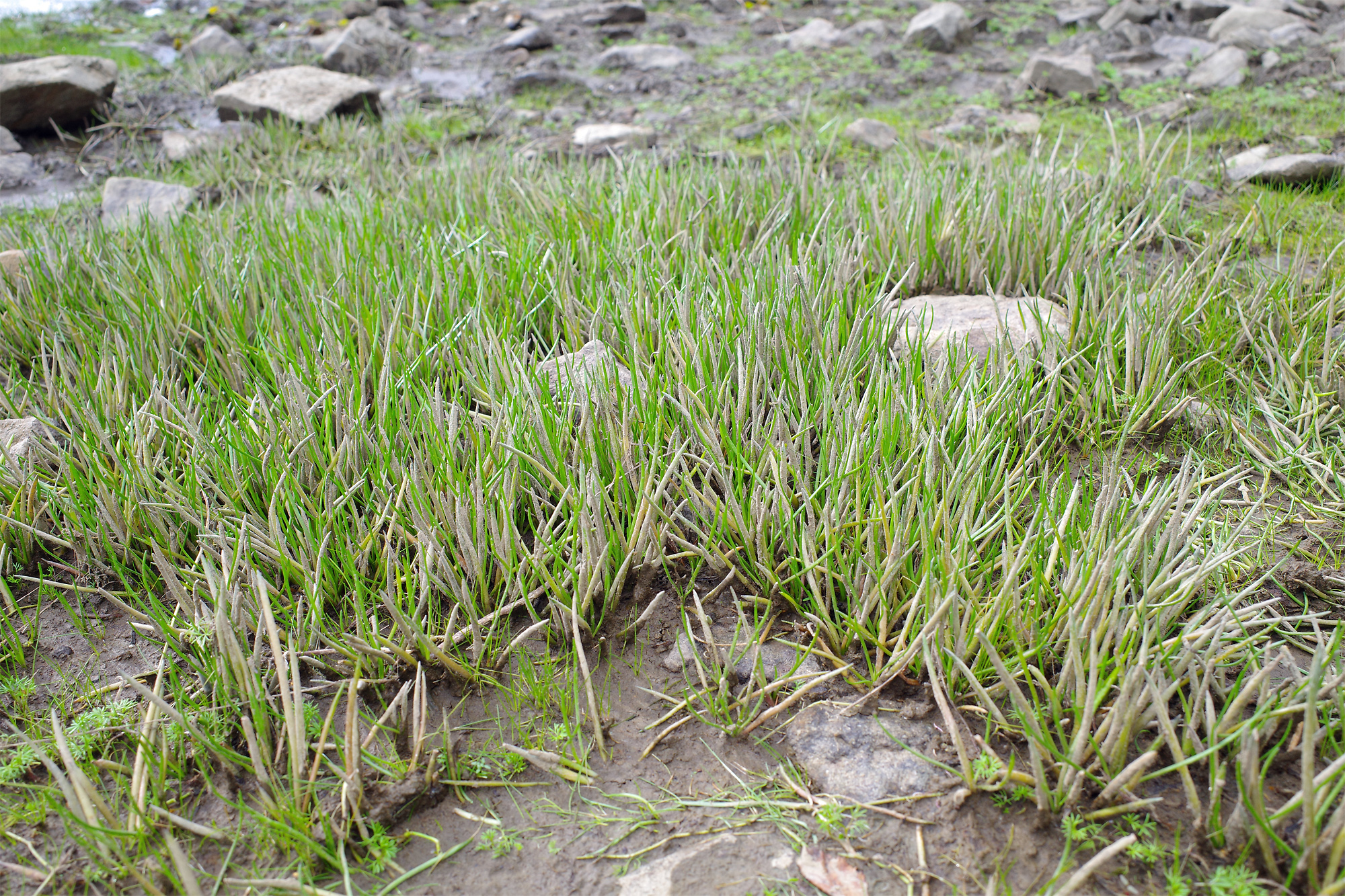

Bylina, roślina zimozielona. Rośnie na płytkich wodach jezior oligotroficznych, głównie w strefie przybrzeżnej. Kwitnie od lipca do września. Kwitną tylko te okazy, które są wynurzone nad wodą. Natomiast okazy zanurzone rozmnażają się wegetatywnie przez rozłogi.  Gatunek charakterystyczny dla klasy (Cl.) Littorelletea uniflorae i Ass. Myriophyllo-Littorelletum. 

## Zagrożenia i ochrona
Roślina objęta w Polsce ścisłą ochroną gatunkową.
Kategorie zagrożenia gatunku:
- Kategoria zagrożenia w Polsce według Czerwonej listy roślin i grzybów Polski (2006)[9]: V (narażony na wyginięcie); 2016: EN (zagrożony)[10].
- Kategoria zagrożenia w Polsce według Polskiej czerwonej księgi roślin[11]: EN (endangered, zagrożony).

Zagrożona jest głównie poprzez zanieczyszczenia wód w których występuje.

## Zastosowanie
Jest uprawiana w akwariach (roślina akwariowa).